# Kawachi (lớp thiết giáp hạm)
Lớp thiết giáp hạm Kawachi (tiếng Nhật: 河内型戦艦, Kawachi-gata senkan) là một lớp thiết giáp hạm thế hệ dreadnought bao gồm hai chiếc của Hải quân Đế quốc Nhật Bản được chế tạo sau khi kết thúc cuộc Chiến tranh Nga-Nhật. Những chiếc thuộc lớp Kawachi là những thiết giáp hạm đầu tiên được chế tạo ngay tại Nhật Bản với trọng lượng rẽ nước vượt quá 20.000 tấn, và là những chiếc cuối cùng được chế tạo như những thiết giáp hạm dreadnought.

## Bối cảnh
Kawachi và Settsu được đặt hàng trong Chương trình Phát triển Hạm đội 1907 như một trong những bước đầu tiên nhằm thực hiện toàn bộ Chương trình Hạm đội 8-8. Hải quân Đế quốc Nhật Bản đề xướng một lực lượng hạm đội bao gồm tám thiết giáp hạm hàng đầu như là lực lượng tối thiểu cần thiết để chống lại mối đe dọa tiềm tàng của Trung Quốc, Nga hoặc Hoa Kỳ. Việc chế tạo bị trì hoãn do đợt suy thoái kinh tế thế giới trầm trọng. Các khẩu pháo 305 mm (12 inch) được đặt mua từ Anh Quốc, trong khi các động cơ turbine hơi nước Brown-Curtis công suất 25.000 mã lực (18.650 kW) được chế tạo theo giấy phép nhượng quyền bởi Kawasaki Heavy Industries ngay tại Nhật.

## Thiết kế

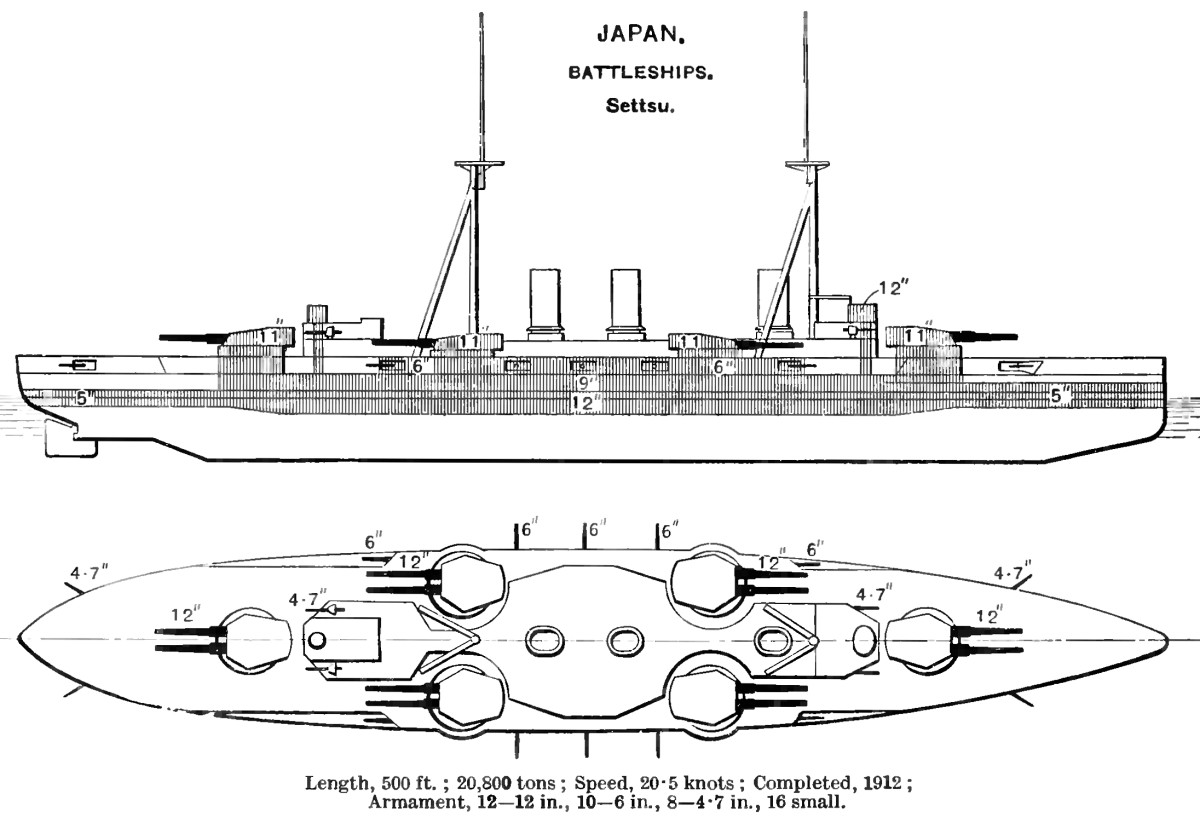
Thiết giáp hạm Settsu như được mô tả trong Niêm giám Hải quân Brassey 1923

Thiết kế của lớp Kawachi là một phiên bản cải tiến dựa trên thiết kế của lớp Satsuma trước đó.

### Vũ khí
Đối với dàn pháo chính, lớp Kawachi mang bốn khẩu pháo 305 m (12 inch)/50 caliber Kiểu 41 bố trí trên hai tháp pháo đôi ngay trên trục giữa phía trước và phía sau tàu; cùng tám khẩu pháo 305 m (12 inch)/45 caliber Kiểu 41 bố trí trên bốn tháp pháo hai bên mạn tàu, hai tháp pháo có thể bắn qua mạn và ra phía trước và hai tháp pháo có thể bắn qua mạn và ra phía sau. Các khẩu pháo lớn này được sắp xếp theo cách rất bất thường vì các khẩu pháo dọc theo trục tàu có nòng dài hơn những chiếc của bên các tháp pháo mạn. Mặc dù các cỡ pháo khác nhau được sử dụng do sự cân nhắc về ngân quỹ cho phép, điều này lại mang đến ưu điểm không ngờ là giảm bớt trọng lượng nặng bên trên, cũng như khiếm khuyết trong việc kiểm soát hỏa lực vì đạn pháo từ các cỡ nòng pháo có chiều dài khác nhau có đường đạn khác nhau.
Dàn pháo hạng hai rất mạnh tương tự thiết kế của chiếc Aki trước đó, với mười hải pháo 152 mm (6 inch)/45 caliber Kiểu 41 bắn nhanh để đối phó với các cuộc tấn công của tàu phóng lôi. Dàn hỏa lực hạng nhẹ bao gồm tám khẩu hải pháo 120 mm (4,7 inch)/40 caliber Kiểu 41 và 12 khẩu hải pháo 76 mm (3 inch)/40 caliber Kiểu 41, vốn thường được gọi là những khẩu "12 pounder", cùng với bốn khẩu hải pháo 76 mm (3 inch)/25 caliber Kiểu 41.

### Động lực
Hệ thống động cơ trên những chiếc thuộc lớp Kawachi là những turbine hơi nước Brown Curtiss với 16 nồi hơi ống nước đốt than Miyabara. Hệ thống này sản sinh ra công suất 25.000 mã lực (18,6 MW), dự định đạt đến một tốc độ thiết kế 37 km/h (20 knot).

## Lịch sử hoạt động
Cùng được đưa ra hoạt động vào năm 1912, cả hai chiếc trong lớp chỉ đóng những vai trò nhỏ trong Chiến tranh Thế giới thứ nhất. Kawachi bị mất trong một tai nạn nổ hầm đạn với tổn thất nhân mạng cực lớn vào ngày 12 tháng 7 năm 1918. Số phận của Settsu cũng không dài hơn bao nhiêu, khi nó được Hải quân Nhật cho giải giáp để tuân thủ Hiệp ước Hải quân Washington vào năm 1924, và từ đó được sử dụng như một tàu mục tiêu điều khiển bằng radio cho đến khi kết thúc Chiến tranh Thế giới thứ hai.

## Những chiếc trong lớp
| Tàu            | Đặt lườn            | Hạ thủy              | Hoạt động           | Số phận                                        |
| Kawachi (河内) | 1 tháng 4 năm 1909  | 15 tháng 10 năm 1910 | 31 tháng 3 năm 1912 | Bị chìm do nổ hầm đạn ngày 12 tháng 7 năm 1918 |
| Settsu (摂津)  | 18 tháng 1 năm 1909 | 30 tháng 3 năm 1911  | 1 tháng 7 năm 1912  | Cải biến thành tàu mục tiêu năm 1924           |